# 埃尔库埃尔沃德塞维利亚
埃尔库埃尔沃德塞维利亚，是西班牙安达卢西亚自治区塞维利亚省的一个市镇。总面积30平方公里，总人口7657人（2001年），人口密度255人/平方公里。